# Needien
Stratigraphie
Drenthien (nl) Taxandrien (nl)
Faune et flore
Le Needien est un terme stratigraphique ayant été utilisé pour définir un niveau géologique néerlandais. Ce niveau, qui fait partie de l'étage géologique du Pléistocène moyen, est précédé par le Drenthien (nl) et remplacé par le Taxandrien (nl). Son stratotype a été déterminé d'après les argiles contenues dans une carrière de Needse Berg, un site localisé dans le village de Neede, commune de Berkelland, province Gueldre. Ces gisements comportent notamment des fossiles de Viviparus diluvianus et d'autres espèces de mollusques éteintes telles que la Parafossarulus crassitesta.
Le Needien, qui désigne l'une des périodes interglaciaires du Quaternaire aux Pays-Bas est corrélé avec l'Holsteinien et l'Hoxnien.
Le terme Needien, employé pour la première fois en 1950, est aujourd'hui obsolète.

## Historique

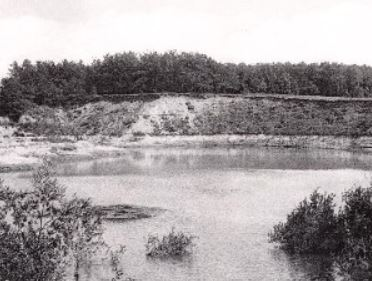
Le site de Needse Berg dans les années 1930.

Le terme Needien désigne à l'origine des couches d'argile comportant de nombreux spécimens fossilisés de Viviparus diluvianus — un genre d'escargot d'eau douce — qui ont été fouillés sur le site de Needse Berg, près de localité de Neede (commune de Berkelland, province de Gueldre pendant la première moitié du XXe siècle. Cette argile contenait, outre une faune de mollusques interglaciaires, des restes de taxons mammaliens et floraux.
Ce terme a pour la première fois été utilisé en 1948, par le paléontologue et géologue Isaak Martinus van der Vlerk (nl), langue néerlandaise, puis en 1950, en anglais,,. En 1953, un diagramme pollinique, rapport effectué à partir de la carrière Ten Bokkel Huinink dans le Needse Berg, a permis d'établir une référence stratotype du Needien,,,,.
Ultérieurement, en 1957, Needien a été corrélé avec l'Holsteinien. Depuis lors, hormis son emploi par quelques spécialistes en 1972 et en 1979 par les géologues et paléontologues Miklós Kretzoi et M. Pésci, le terme géologique désignant le « Needien » est tombé en désuétude et a été remplacé par les termes de l'Holsteinien et de l'Hoxinien,. La détermination de l'âge stratigraphique précis du Needien n'a toujours pas été établi avec certitude,,.

## Climat et période

### Climat

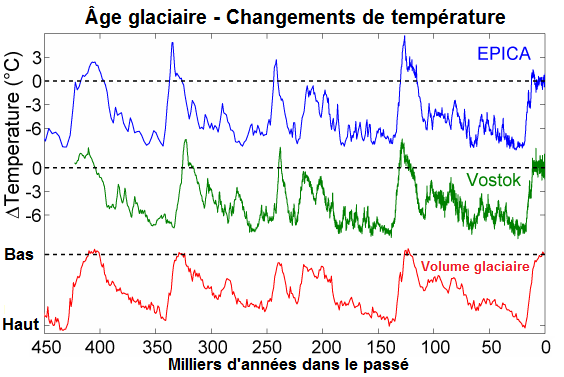
Températures depuis 450000 ans

Le Needien est caractérisé par un climat « chaud ». Sa période s'échelonne sur l'avant-dernière des périodes interglaciaires précédent celle de l'Holocène,,. Pour M. Van Campo et Henri Elhaï : « Les interglaciaires sont par définition au moins aussi chauds que la période actuelle, ils sont caractérisés par un optimum climatique précédé d'une amélioration climatique à partir d'un glaciaire et suivi d'une dégradation climatique jusqu'au glaciaire suivant ».

### Période
Le niveau du Needien est corrélé avec l'Holsteinien (équivalent nordique de l'interglaciaire de Mindel-Riss), — dont l'époque est comprise entre environ −41 000 et −37 000 années,.
Le Needien est également géologiquement corrélé avec l'Hoxnien (en) — une période interglaciaire établie par rapport à un stratotype situé au sein du village d'Hoxne, dans le Suffolk —, l'« Inter Elster-Saale »,,, le « Likvhin-Dniepr » — ou Likvhine, défini en Russie — et le Masovien I, subdivision définie en Pologne,,.
Le Needien, qui s'inscrit au sein de l'étage géologique du Pléistocène moyen, est précédé par la subdivision du Drenthien (nl) et est remplacé par celle du Taxandrien (nl),,,,,. D'autre part, les couches stratigraphiques formant la phase du Needien se trouvent à des profondeurs comprises entre 12 et 20 m par rapport au référentiel NAP.
| Subdivisions lithostratigraphiques | Équivalent alpin               | Équivalent nordique        | Climat | Chronologie isotopique | Biozone des mammifères, |
| Tubantien                          | Würmien                        | Weichsélien                | Froid  | SIO 4-2 ou SIO 5d-2    | MNQ 26                  |
| Éémien                             | Interglaciaire Riss-Würm       | Éémien                     | Chaud  | SIO 5e                 | MNQ 25                  |
| Drenthien                          | Saalien                        | Glaciation de Riss         | Froid  | SIO 10-6 ou SIO 8-6    | MNQ 22-24               |
| Needien                            | Interglaciaire Mindel-Riss     | Holsteinien                | Chaud  | SIO 11                 | MNQ 22                  |
| Taxandrien                         | Glaciation de Mindel           | Elstérien (ou « Günz II ») | Froid  | SIO 10 ou SIO 12       | MNQ 22                  |
| Cromérien                          | Interglaciaire de Günz I et II | Cromérien                  | Chaud  | SIO 22-13              | MNQ 21                  |
| Ménapien                           | Glaciation de Günz             | Ménapien et Bavélien       | Froid  | SIO 20-16 ou SIO 31-23 | MNQ 20                  |
| Waalien                            | Interglaciaire Donau-Günz      | Waalien                    | Chaud  |                        | MNQ 19                  |
| -                                  | Glaciation de Donau            | Éburonien                  | Froid  | SIO 28-26              |                         |
| Tiglien                            | Interglaciaire Biber-Donau     | Tiglien                    | Chaud  |                        |                         |
| Amstélien (nl)                     | Glaciation de Biber            | Prétiglien                 | Froid  | SIO 68-66 ou SIO 50-40 | MNQ 18                  |
| ---------------------------------- | ------------------------------ | -------------------------- | ------ | ---------------------- | ----------------------- |

## Aire de répartition, faciès géologique et formations lithostratigraphiques

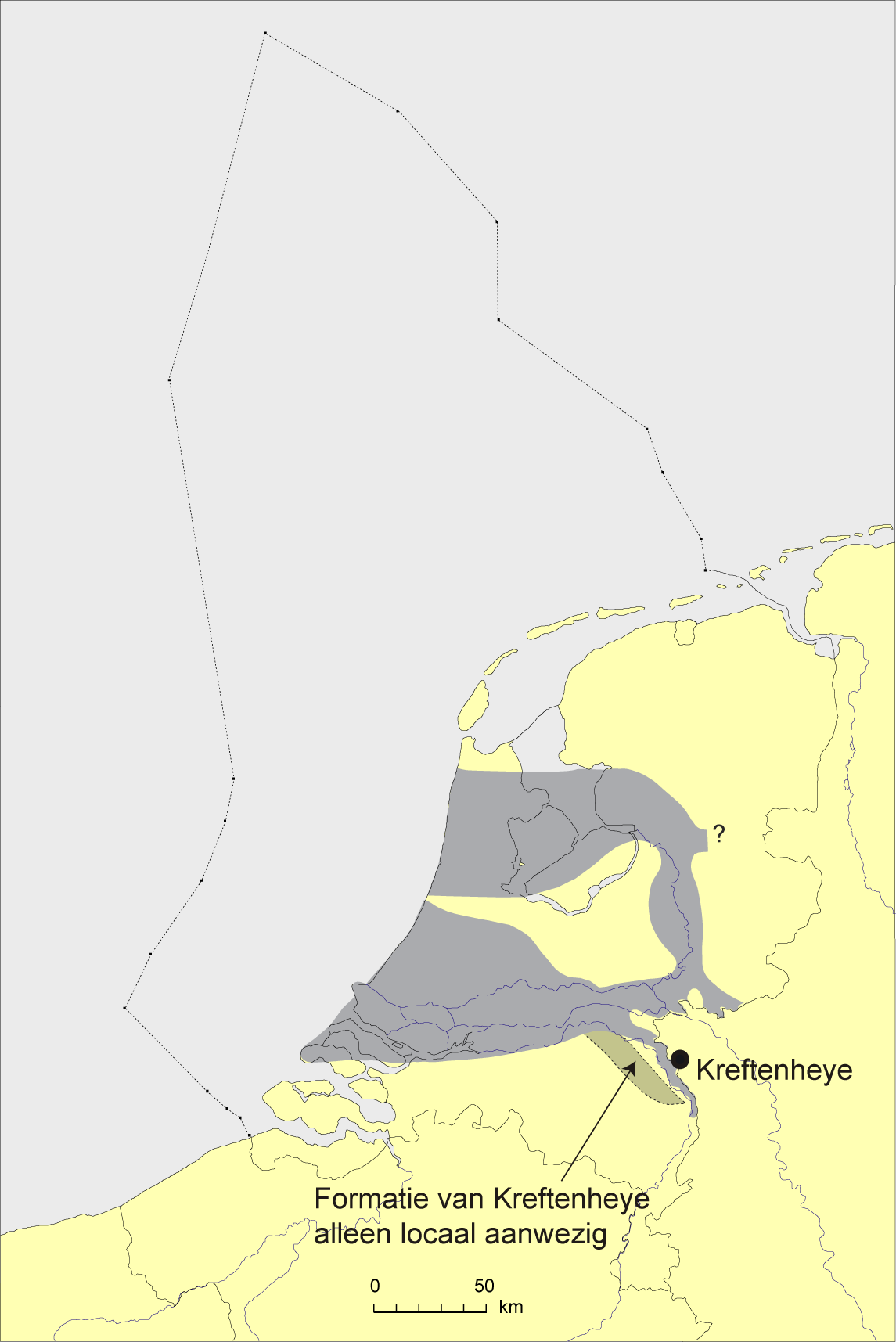
Aire de distribution de la formation lithostratigraphique de Kreftenheye.

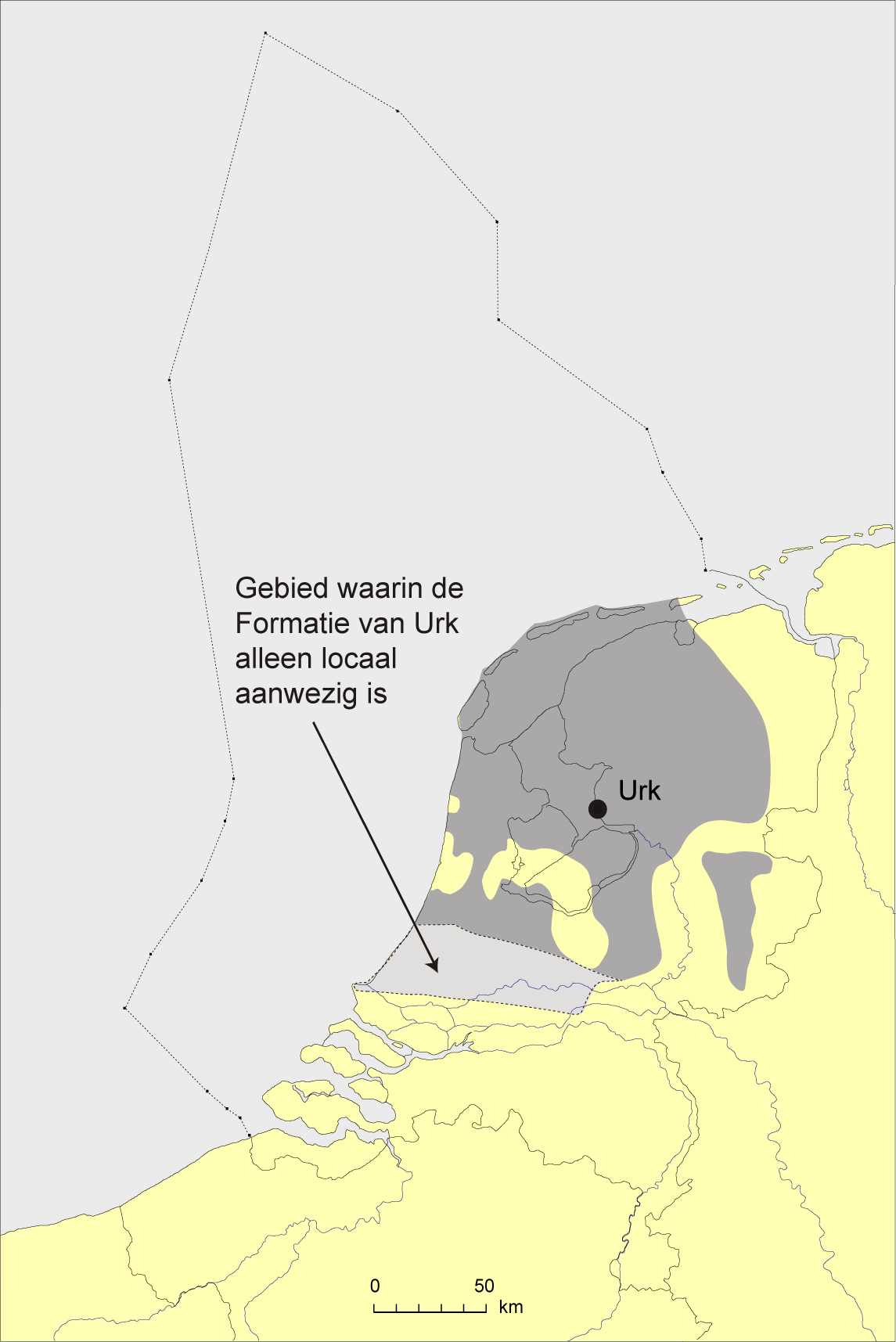
Formation lithostratigraphique d'Urk

Le Needien comprend plus de faciès que ceux qui sont actuellement inventoriés et répertoriés parmi les dépôts néerlandais de l'Holsteinien.
Il comprend d'une part les dépôts de sédiments marino-estuariens de la partie sud-ouest des Pays-Bas, actuellement considérés comme faisant partie de la formation lithostratigraphique de Kreftenheye (Formatie van Kreftenheye (nl)). Dans les années 1940 et 1950, ces dépôts ont été appelés « Hoogterras in mariene facies » (ou haute terrasse en faciès marin,,,.
D'autre part, le Needien comprend également les dépôts d'estuaires marins du nord des Pays-Bas qui sont actuellement comptés parmi l'interglaciaire de Noardburgum, soit le quatrième étage de la période du Cromérien,,.
Incidemment, ces deux dépôts fluvio-interglaciaires révèlent une nature stratigraphique complexe et contiennent presque certainement plusieurs cycles glaciaires-interglaciaires. La stratigraphie des deux gisements est sujette à controverse et il reste possible qu'ils soient encore en partie corrélés avec le « Needien »,.
D'autres gisements géologiques du Needien ont été identifiés dans la formation d'Urk (nl) — comprenant en particulier des couches stratigraphiques de l'ancienne île de Schokland —, mais également dans celle de Maastricht-Belvédère, de Beilen, à Wageningue, au sein de la région naturelle de Fransche Kamp (nl) et de la formation lithostratigraphique de Veghel — formation lithostratigraphique située au-dessus de la Meuse —,,,.
Des sites ayant fait l'objet de sondages archéologiques durant les années 1940 début des années 1950 et localisés à Elst Hengelo, deux localités de la province de Gueldre, ont révélé des gisements attribués au Needien.

## Faune
Les mollusques sont parmi les spécimens fauniques les plus nombreux contenus dans la couche argileuse de la colline de Neede. Ce type de faune est principalement caractérisé par une forte proportion d'espèces fluviales, dont certaines ont disparu ou ne vivent plus en Europe occidentale. Les plus importants ayant été mis en évidence sont : le Viviparus diluvianus (Linné, 1758) ; le Parafossarulus crassitesta (en) (famille des Bithyniidae) ; la Bithynia troscheli ; la Belgrandia marginata (nl) ; le Discus ruderatus (nl) (Studer, 1820) ; Vitrinobranchium breve (Férussac, 1821) ; et la Pisidium clessini (en),,,. Peu de fossiles de mammifères ont été trouvés, mais ils sont d'importants marqueurs biostratigraphiques. Parmi les spécimens de fossiles mammaliens, les gisements du Needien contiennent, entre autres, des ossements de Trogontherium cuvieri, d'Arvicola terrestris cantiana, d'Arvicola bactonensis, d'Arvicola greeni, de Elephas antiquus (ou Hesperoloxodon antiquus), de gros bovidé — dont une phalange appartenant à une espèce indéterminée —, de Dicerorhinus etruscus — fossile exhumé en 1956 —, et de Dicerorhinus mercki,,. En outre, les gisements sédimentaires du Needien ont également délivré des restes de Cyprinidae.

### Faune malacologique
Un inventaire conchyologique et paléo-macologique des différents spécimens de mollusques mis en évidence au sein des sédiments argileux de Needse Berg a été établi par Tom Meijer en 1972 :
| Nom binominal du taxon                                           | Nom vernaculaire      | Nombre de fossiles identifiés | Nombre d'individus retrouvés entiers | Illustration de spécimen |
| Spécimens de Belgrandia (en)                                     | Belgrandie            | 18                            | 1                                    |                          |
| Viviparus diluvianus                                             | -                     | 48                            | 2                                    |                          |
| Valvata naticina                                                 | -                     | 23                            | 19                                   |                          |
| Valvata piscinalis (en)                                          | Valvée porte-plumet   | 3                             | -                                    |                          |
| Lithoglyphus naticoides (en)                                     | Hydrobie du Danube    | -                             | 1                                    |                          |
| Bithynia tentaculata (en)                                        | Bithynie commune      | 91 opercules                  | 2                                    |                          |
| Bithynia leachii (en)                                            | Bithynie nordique     | 2 opercules                   | -                                    |                          |
| Spécimens de Galba                                               | Galba                 | 1                             | -                                    |                          |
| Spécimens de Succinea                                            | -                     | 10                            | -                                    |                          |
| Spécimens de Limacidae                                           | -                     | 9                             | -                                    |                          |
| Spécimens de Zonitidae                                           | -                     | 3                             | 2                                    |                          |
| Spécimens d'Helicidae                                            | -                     | 5                             | -                                    |                          |
| Spécimens d'Unio                                                 | -                     | 335                           | -                                    |                          |
| Spécimens de Sphaerium                                           | -                     | 36                            | -                                    |                          |
| Pisidium amnicum (en)                                            | Pisidie de vase       | 5                             | -                                    |                          |
| Pisidium henslowanum (en) ou Euglesa henslowana                  | Pisidie des gardons,  | 8                             | -                                    |                          |
| Pisidium moitessierianum (en) ou Odhneripisidium moitessierianum | Pisidie des rivières, | 1                             | -                                    |                          |
| Pisidium nitidum (en) ou Euglesa nitida                          | Pisidie ubique        | 2                             | -                                    |                          |
| ---------------------------------------------------------------- | --------------------- | ----------------------------- | ------------------------------------ | ------------------------ |

### Faune mammalienne
Plusieurs fossiles de taxons mammaliens ont été mis en évidence sur le site de Needse Berg du début du XXe siècle jusqu'à la fin des années 1980. Les spécimens inventoriés sont les suivants,,, :
| Nom binominal du taxon                       | Nom vernaculaire            | Type de fossiles identifiés | Illustration |
| Cervus elaphus                               | Cerf elaphe                 | Astragale, phalange         |              |
| Dicerorhinus mercki                          | Rhinocéros de Merck         | prémolaires                 |              |
| Elephas antiquus ou Hesperoloxodon antiquus, | Éléphant à défenses droites | fragments de défense        |              |
| Trogontherium cuvieri                        | -                           | Mandibules                  |              |
| Ursus arctos arctos                          | Ours brun européen          | fémur                       |              |
| Equus hydruntinus                            | Hydrontin                   | Métatarse et prémolaire     |              |
| Megaloceros giganteus                        | Megaloros                   | -                           |              |
| Apodemus                                     | Mulots                      | -                           |              |
| Clethrionomys glareolus                      | Campagnol roussâtre         | -                           |              |
| Mammuthus primigenius                        | Mammouth laineux            | Molaire                     |              |
| Arvicola terrestris                          | Campagnol terrestre         | -                           |              |
| Mammuthus meridionalis                       | Mammouth méridional         | Molaire                     |              |
| -------------------------------------------- | --------------------------- | --------------------------- | ------------ |

## Flore

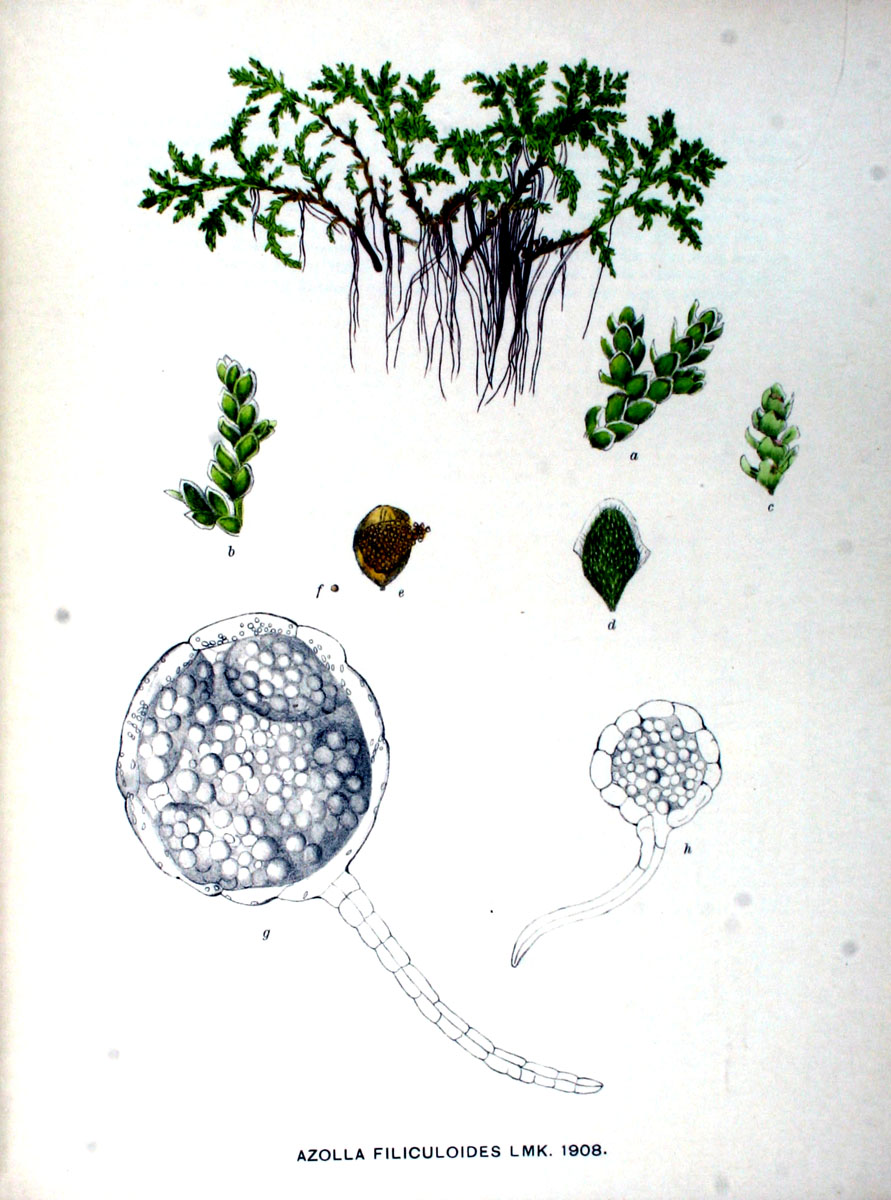
Azolla filiculoides.

Des spores fossilisées et d'autres résidus de plantes fossiles ont été répertoriés. Des analyses paléobotaniques ont permis d'identifier des spécimens d'euryale, de vitis vinifera, et de pyrus. Des macrospores ont été également mis en évidence, notamment celles appartenant à des spécimens de fougère aquatique, l'Azolla tegeliensis et l'Azolla filiculoides,,. Pour obtenir un diagramme pollinique du Needien, deux carottages ont été pratiqués dans la zone est du Noordoostpolder. La première carotte a été réalisée sur la parcelle Q28, à une profondeur de 17.50 à 20,70 m et la seconde a été forée sur la parcelle S20, à une profondeur allant de 13.10 à 16 m. Le diagramme pollinique établi le 4 décembre 1954 par F. Forschütz fait état d'une dominante de spécimens d'alnus et de pinus. En outre, le spectre pollinique a mis en évidence la présence de résidus de chênaies mixte à un taux de 10 %. Cette recherche paléopalynologique a également permis de révéler la présence de microspores de Selaginella selaginoides,.
Diagramme pollinique déterminé d'après les restes retrouvés dans la parcelle S20
- Ericales entre 0 et 10 % selon les couches stratigraphiques
- graminées entre 0 et 25 %
- Cyperaceae entre 0 et 25 %
- Filicales entre 0 et 25 %
- Sphaignes entre 0 et 10 %
- Autres : entre 0 et 25 %
- Azolla 0 %

## Composition sédimentaire et minéralogique
L'analyse des gisements du Needien révèle des couches sédimentaires essentiellement composées d'argile, de sables et de tourbes. Les sables du Needien, dont les couches s'inscrivent entre ou sous les couches argileuses et de tourbes, comportent plusieurs gisements minéralogiques. Les espèces minérales et les types de roches inventoriées et répertoriées dans les dépôts de sables du Needien contenues dans la parcelle Q28 — site foré dans la partie orientale de Noordoostpolder — sont les suivantes :
| Nom du minéral ou de la roche | Nombre d'occurrences | Illustration | Nom du minéral ou de la roche | Nombre d'occurrences | Illustration |
| Tourmaline                    | 73                   |              | Topaze                        | 1                    |              |
| Zircon                        | 49                   |              | Epidote                       | 273                  |              |
| Grenat                        | 234                  |              | Saussurite et Altérite        | 441                  |              |
| Rutile                        | 13                   |              | Hornblende                    | 183                  |              |
| Staurolite                    | 38                   |              | Augite                        | 8                    |              |
| Disthène                      | 24                   |              | Hypersthène                   | 4                    |              |
| Andalousite                   | 13                   |              | Titanite                      | 5                    |              |
| Sillimanite                   | 8                    |              | Hornblende basaltique         | 9                    |              |
| ----------------------------- | -------------------- | ------------ | ----------------------------- | -------------------- | ------------ |